# Park Widzewski
Park Widzewski – park miejski w Łodzi o powierzchni 7,8 ha położony pomiędzy ulicami: Niciarnianą, Sobolową i aleją Piłsudskiego na terenie dzielnicy Widzew, założony w 1952 roku. 
Park zaprojektowali K. Marcinkowski i H. Tomaszewski. W skład parku oprócz terenów zielonych wchodzą także basen pływalni Anilana oraz fontanna usytuowana od strony al. Piłsudskiego. W 2021 roku stara fontanna została usunięta i w ramach Budżetu Obywatelskiego w tym samym miejscu ustawiono nową. 

## Przyroda
Przez park Widzewski przepływa ukryta w kanale rzeka Jasień. Ponadto istnieje tu duży staw, który nie jest zasilany przez wodę z rzeki, lecz sztucznie. Ze zwierząt występujących w parku warto wymienić kaczkę krzyżówkę, łyskę i dzięcioła zielonego. Florę parku stanowią potężne wierzby rosnące nad brzegami stawu. Jedna z nich, położona przy ul. Niciarnianej stanowiła pomnik przyrody, lecz w 2011 roku została zerwana podczas burzy. Początkowo jej pozostałością stał się pień, jednak niedługo potem został on usunięty wraz z korzeniami.

## Parki i inne obiekty w okolicy
Z okolicznych parków można wymienić następujące:
- Park Baden-Powella – 650 m na północ
- Park Nad Jasieniem – 1,3 km na zachód
- Park Widzewska Górka – 1,5 km na wschód
- Park 3 Maja – 1,55 km na północny zachód
- Park Źródliska – 2 km na zachód

Do ciekawych obiektów położonych w pobliżu parku należą m.in.:
- Kościół św. Kazimierza – 400 m na północ
- Kapliczka przy ul. Rokicińskiej – 450 m na wschód
- Widzewska Manufaktura – 500 m na zachód
- Willa dyrektora Widzewskiej Manufaktury – 850 m na zachód[1]